# Abdulhoshim Mutalov
Abdulhoshim Mutalovich Mutalov (usbekisch Абдулҳошим Муталович Муталов, russisch Абдулхашим Муталович Муталов Abdulchaschim Mutalowitsch Mutalow, * 1947 in Telyau bei Ohangaron, Oblast Taschkent, Usbekische SSR, Sowjetunion) ist ein usbekischer Politiker.

## Berufliche Laufbahn
Abdulxashim Mutalov begann sein Arbeitsleben 1965 in einer Großbäckerei in Taschkent. Nach dem Wehrdienst setzte er seine Tätigkeit in verschiedenen Bäckereien in leitenden Funktionen fort. 1976 schloss er ein Studium am Institut für Lebensmittelwirtschaft ab. Von 1979 bis 1986 war er Direktor einer Großbäckerei in seinem Heimatrajon Ohangaron.

## Politische Tätigkeit
Mutalovs politische Karriere begann unvermittelt im Jahr 1986, als er zum stellvertretenden Minister für Backwarenwirtschaft der Usbekischen SSR ernannt wurde. Binnen eines Jahres wechselte er sodann ins Ministeramt. 1991 wurde er stellvertretender Ministerratsvorsitzender der Usbekischen SSR und am 13. Januar 1992, nach dem Zerfall der Sowjetunion, Ministerpräsident der nunmehr unabhängigen Republik Usbekistan. 1995 wurde Mutalov durch Oʻtkir Sultonov ersetzt.
Mutalov wird nachgesagt, er habe seinen Aufstieg zum Regierungschef weniger seinen Fähigkeiten oder einer eigenen politischen Linie zu verdanken als vielmehr seinen guten Beziehungen zu Staatspräsident Islom Karimov und seiner uneingeschränkten Loyalität diesem gegenüber.